# Volvo B7R
Volvo B7R — туристический автобус особо большой вместимости производства Volvo Bussar, а также автобусное шасси, на котором строили свои автобусы другие производители. Производился с 1997 по 2019 год, после чего был заменён Volvo B8R. Также производился в Китае, Бразилии, Венгрии, Индии и Иране.

## Информация
B7R оснащён шестицилиндровым дизельным двигателем Volvo D7E (ранее D7A, D7B и D7C) с турбонагнетателем и интеркулером. Двигатель D7E развивает 290 л. с. с крутящим моментом 1200 Н*м от 1050 до 1650 об/мин. Он поставляется с замедлителем, встроенным в коробку передач. Замедлитель замедляет работу двигателя при наложении тормозов. Как только двигатель замедляется, дисковые тормоза берут верх и приводят автобус к полной остановке, почти моментально. Рама представляет собой прочную стальную конструкцию с плоской верхней грани. Плоская верхняя грань упрощает сборку кузова автобуса. Он может быть построен с максимальной длиной около 12,5 метров.
В Мексике на шасси Volvo B7R производили автобус Volvo 7350, в Индии — Volvo 9400, в Швеции — Volvo 8700. Существует также вариант с низким полом Volvo B7RLE.
В Бразилии B7R производится в Куритибе с 1998 года. В 2012 году его переименовали в B290R, аналогичная ситуация и с B7RLE (B290RLE).
На Филиппинах B7R также является основой для GDW6127HKC и DMMW DM16, производимых брендами Autodelta Coach Builders Inc и Del Monte Motor Works.
В Индонезии B7R производился с 2003 по 2004 год.